# Semenzaio
Un semenzaio è un vivaio protetto dove vengono fatti sviluppare i semi di tutti i tipi di piante per orticoltura o giardinaggio. A differenza della serra, il semenzaio è riscaldato naturalmente dalla luce solare. Può essere composto da un piccolo pezzo di terreno, una cassetta o un vaso dove si mettono a dimora i semi; una volta che i semi sono diventati piantine, queste verranno successivamente trapiantati e coltivati in terra o in serra.
I semenzai possono essere di diversa forma a seconda dell'esigenza e a seconda della coltivazione e possono venire realizzati in qualsiasi periodo dell'anno, collocati in piena terra oppure in cassette mobili.

## Descrizione
Tutti i semenzai devono essere provvisti di un telaio a cui verranno sovrapposte lastre di vetro, stoffa, stuoini o altro materiale che verrà poi posto come coperchio in modo da evitare i danni che potrebbero essere causati da cambi di temperatura, di clima o dai raggi diretti del sole.
Il terriccio usato per i semenzai deve essere privo di parassiti e di eventuali spore del terreno; si utilizzerà perciò una terra disinfestata e concimata con fertilizzanti organici e minerali, quindi setacciata e unita a una parte di sabbia, in modo da favorire un buon drenaggio. I semi vanno sparsi sul terriccio e ricoperti con altra terra, sempre ben setacciata; l'innaffiamento va eseguito a pioggia per evitare che i semi vengano dispersi o fuoriescano dal terreno. Quando questi si trasformeranno in piantine si provvederà al trapianto in piena terra.
I semenzai in terra sono sia primaverili che autunnali. Quelli primaverili hanno una superficie sopraelevata in modo da permettere lo scolo dell'acqua durante le piogge; quelli autunnali sono invece incassati nel terreno per proteggerli dai repentini cali di temperatura e mantenere il calore dei raggi del sole.
Un altro tipo di semenzaio è quello detto a "caldina": viene realizzato direttamente a terra ponendo una superficie protettiva inclinata a ridosso di un muro; in questo modo i raggi del sole producono un maggiore riscaldamento del terreno che permette una buona germinazione dei semi. Questo tipo di semenzaio è molto usato negli orti.
Per colture di tipo familiare si può usare un vaso oppure una cassetta di legno usando sempre terreno sterilizzato e ricoprendo i semi con terra e sabbia; anche le cassette o i vasi vanno coperti per garantire una buona protezione ai semi. Alla germogliazione, se le piantine saranno troppo fitte, si dovrà provvedere alla diradazione in modo da garantire una buona crescita.